# شهرستان شلبی (آلاباما)
شهرستان شل‌بای، آلاباما (به انگلیسی: Shelby County, Alabama) شهرستانی در ایالات متحده آمریکا است که در آلاباما واقع شده‌است.

## خصوصیات
شهرستان شل‌بای ۲٬۰۹۷٫۹ کیلومترمربع مساحت دارد.